# عبد الإله عاجل
عبد الإله عاجل (مواليد 16 يونيو 1957) هو ممثل ومخرج مسرحي وتلفزيوني مغربي، يعتبر من أبرز المسرحيين في المغرب، وأهم الوجوه الفنية الحديثة للحي المحمدي العريق على مستوى الإبداع والفن في مدينة الدار البيضاء والمغرب ككل. أغنى الخزانة الفنية الوطنية بعدة أعمال مسرحية وتلفزيونية وسينيمائية، حيث يعتبر أحد مؤسسي فرقتي مسرح الحي ومسرح الكاف. والتي قدمت مسرحيات مثل «شرح ملح» و«حب وتبن» و«حسي مسي» و«ألف لام».
أسّس مع رفيق دربه حسن فولان مسرح الحي منذ العام 1986، ثم مسرح الكاف، ومن أبرز أعماله مسرحية «حب وتبن»، «شرح ملح»، «حسي مسي»، بالإضافة إلى عدة أفلام أبرزها فيلم «شفاه الصمت».

## أعماله

### مسلسلات
- مداولة
- 2000 - 2004: ألف لام
- 1998: السراب
- 2004: موعد مع المجهول
- 2006: المستضعفون
- 2008: سير حتى تجي 3
- 2013: حال وأحوال
- 2017: مومو عينيا
- 2018: قلوب تائهة
- 2018: الوجه الأخر
- 2019: زواجي محال
- 2019: دموع وردة
- 2020: السر المدفون
- 2021: مغاربة في الفضاء
- 2021: السر القديم
- 2022: يوميات رفيق
- 2022: أنا وكانتي
- 2023: إلا ضاق الحال
- 2024: حياة خاصة
- 2024: بنات لحديد

### مسرحيات
- 1993: المدير الجديد
- 1994: شارب عقلو
- 1996: حسي مسي
- 1998: شرح ملح
- 2000: حب وتبن
- 2008: دار سيد العربي
- 2015: حدو قدو

### أفلام
- 2001: شفاه الصمت
- 2004: الطيابة
- 2011: حمرا وخضرا
- 2012: هكذا أريد
- 2012: الطريق إلى طنجة
- 2016: مسافة ميل بحذائي
- 2017: دوبل ڤي
- 2018: خفة الرجل
- 2020: راجل المرا
- 2020: النجم
- 2022: الغادي
- 2023: شوك الورد

## وصلات خارجية
- عبد الإله عاجل على موقع IMDb (الإنجليزية)
- عبد الإله عاجل على موقع قاعدة بيانات الفيلم (الإنجليزية)

- عبد الإله عاجل: الإشهار جرثومة ستقتل الفن المغربي
- فيديو حواري لعبد الإله عاجل